# Ablațiune
- A nu se confunda cu Zona de ablație, termen din glaceologie și ecologie montană

Ablațiunea (sau ablația, de la latinescul ablatio) este un termen fizic, folosit la îndepărtarea unui material solid de pe suprafața unui obiect prin vaporizare, aschiere sau alte procese erozive. Exemple de materiale ablative sunt: materialele de pe nave spațiale în timpul intrării sau ieșirii din atmosferă, gheața și zăpada în glaciologie, țesuturile biologice în medicină și altele.
Astfel, în cazul navelor spațiale, ablația se manifestă în special la partea anterioară a corpului navei, care, pentru a se evita distrugerea acestuia, este prevăzut cu un scut de protecție (scut ablativ), care preia căldura provenită din frânarea în atmosfera terestră.